# Soubrette
Die Soubrette (ursprünglich französisch für „Zofe, Dienerin“) ist ein weibliches Rollenfach im Sprechtheater und in Oper, Operette und Singspiel die muntere Sängerin.

## Theater

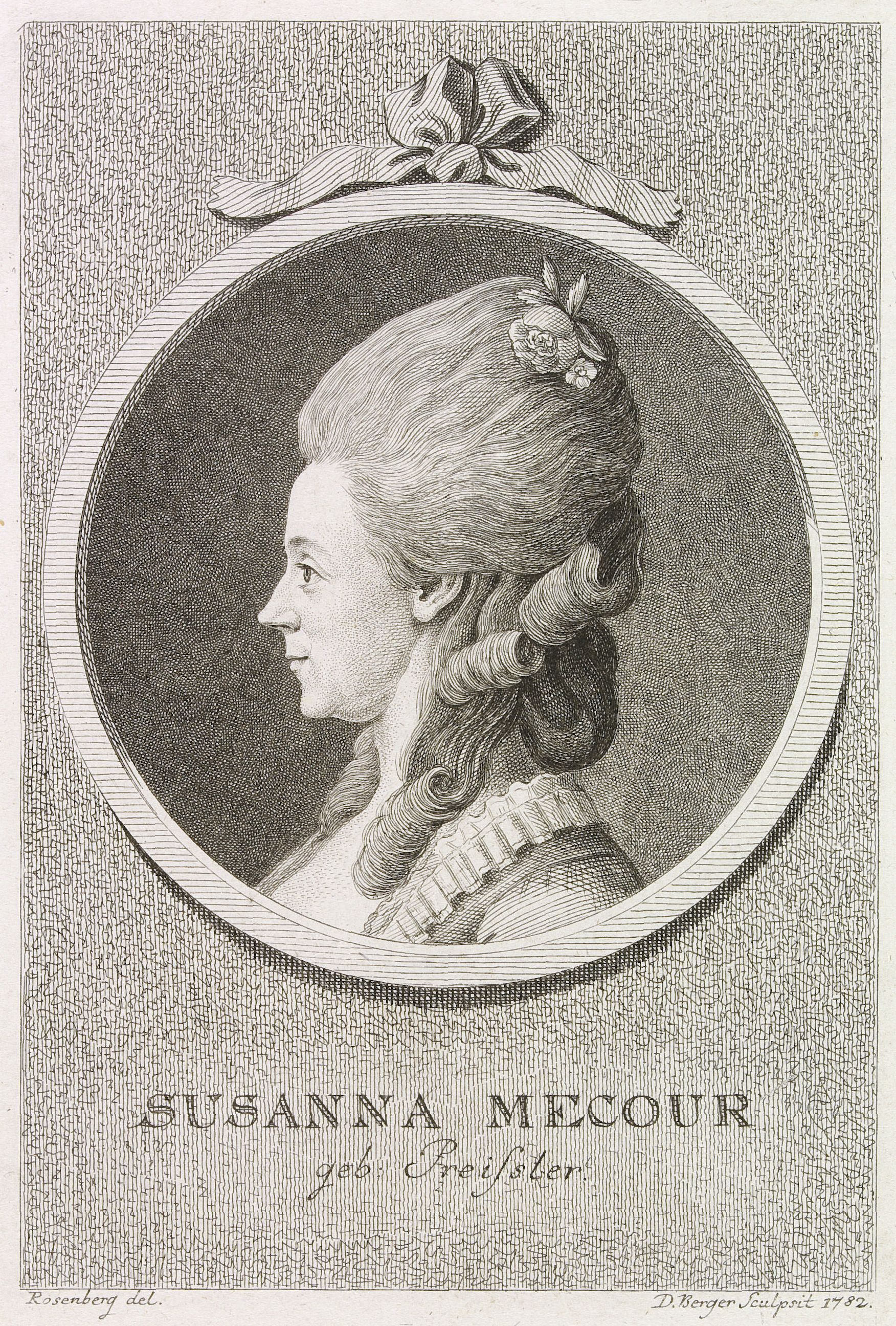
Susanna Mecour

Auf der Sprechbühne findet sich die Rolle der Soubrette ab dem 17. Jahrhundert als Kammerzofe, die der Colombina der Commedia dell’arte nachgebildet wurde. Sie ist munter, verschmitzt oder komisch angelegt.
Marie Anne Dangeville wurde als erste Schauspielerin als Soubrette bekannt, im Lustspiel Le Médiant von Philippe Néricault Destouches spielte sie die Kammerzofe Lisette. Die erste Soubrettenrolle des deutschen Theaters war die Franziska in Lessings Minna von Barnhelm. Eine eindrucksvolle Verkörperung dieser Rolle lieferte die Schauspielerin Susanna Mecour, die unter Lessings Leitung mit großem Erfolg spielte.

## Oper
Als Stimmfach zeichnet sich die Soubrette durch eine leichte, bewegliche, verspielt-zarte Stimme aus, aber auch durch großes schauspielerisches Talent, insbesondere im komödiantischen Fach.
Sie steht im Kontrast zur Primadonna, einer Figur von höherem gesellschaftlichem Rang. Der Unterschied der Soubrette zum Koloratursopran liegt in der Stimmdurchschlagskraft und dem Tonumfang: Koloratursoprane besitzen oft größere, dominantere und höhere Stimmen – bis f’’’ – als Soubretten – bis c’’’. Die Rollen für Soubretten stellen oft muntere, gewitzte Dienstmädchen dar. Allerdings gibt es Überschneidungen der beiden Fächer. Die Koloratursoubrette besitzt die Zartheit statt Durchschlagskraft und die Plastizität der Soubrette, kommt aber wesentlich höher als die reine Soubrette (oft sogar bis as’’’ oder noch höher) und hat eine Veranlagung zu hoher Virtuosität. Vielfach werden Koloratursoprane mit kleinen Stimmen auch für Koloratursoubretten gehalten, was nicht unbedingt der Fall sein muss. Viele Koloratursoubretten entwickeln sich später zum Koloratursopran; dies war beispielsweise bei Natalie Dessay der Fall.
Es wird zwischen der „deutschen“ und der „romanisch-französischen“ Soubrette unterschieden: So ist die „deutsche“ Soubrette in ihrer Stimmfarbe generell hell und strahlend, die romanische besitzt dagegen eine dunkle, fast alt-artig klingende lyrische Tiefe und Mittellage, aber eine helle und silbrig strahlende Höhe.
Die Soubrette eignet sich aufgrund von Leichtigkeit, Beweglichkeit, Zartheit, Höhe und plastischer Formbarkeit auch für Musical, Barocklied und Irish-Folk-Musik. Ein gutes Beispiel hierfür sind die Sängerinnen Hayley Westenra oder Sally Oldfield.

### Soubrettenrollen in Oper und Operette
- Adele, Die Fledermaus (Johann Strauss Sohn), auch Koloratursoubrette
- Amor, Orfeo ed Euridice (Gluck)
- Ännchen, Der Freischütz (Carl Maria von Weber)
- Ann Page, Die lustigen Weiber von Windsor (Carl Otto Nicolai)
- Auretta, L’Oca del Cairo (Mozart)
- Barbarina, Le nozze di Figaro (Mozart)
- Belinda, Dido and Aeneas (Purcell)
- Berthalda, Undine (E. T. A. Hoffmann)
- Blonde, Die Entführung aus dem Serail (Mozart), auch Koloratursoubrette
- Christel, Der Vogelhändler (Zeller)
- Clotilda, Norma (Bellini)
- Daisy Darlington, Ball im Savoy (Paul Abraham)
- Despina, Così fan tutte (Mozart)
- Echo, Ariadne auf Naxos (Richard Strauss)
- Elisa, Il re pastore (Mozart)
- Emmie, Albert Herring (Britten)
- Giannetta, L’elisir d’amore (Donizetti)
- Josephine, H.M.S. Pinafore (Gilbert & Sullivan)
- Lisa, The Grand Duke (Gilbert & Sullivan)
- Lisa, Gräfin Mariza (Emmerich Kálmán)
- Marie, Der Waffenschmied (Albert Lortzing)
- Marie, Zar und Zimmermann (Albert Lortzing)
- Marzellina, Fidelio (Beethoven)
- Mi, Das Land des Lächelns (Franz Lehár)
- Mrs. Ford, Falstaff ossia Le tre burle (Antonio Salieri)
- Nannetta, Falstaff (Verdi)
- Norina, Don Pasquale (Donizetti)
- Ninetta, La finta semplice (Mozart)
- Olympia, Hoffmanns Erzählungen (Offenbach), auch Koloratursoubrette
- Oskar, Un ballo in maschera (Verdi)
- Papagena, Die Zauberflöte (Mozart)
- Rosina, Der Barbier von Sevilla (Rossini)
- Servilia, La clemenza di Tito (Mozart)
- Serpetta, La finta giardiniera (Mozart)
- Serpina, La serva padrona (Pergolesi)
- Susanna, Le nozze di Figaro (Mozart)
- Yum-Yum, Der Mikado (Gilbert & Sullivan)
- Zerlina, Don Giovanni (Mozart)

### Musicalpartien
- Eliza, My Fair Lady
- Marianne, The Music Man
- Magnolia, Show Boat
- Christine, Das Phantom der Oper
- Maria, The Sound of Music
- Maria, West Side Story
- Cunegonde, Candide
- Belle, Die Schöne und das Biest

### Sängerinnen, die als Soubretten reüssierten
- Maria Beling
- Elisabeth Biebl
- Brigitte Mira
- Helly Möslein
- Lisa Otto
- Dawn Upshaw
- Julie Zucker